# Ormyrus burwelli
Ormyrus burwelli är en stekelart som beskrevs av T.C. Narendran 1999. Ormyrus burwelli ingår i släktet Ormyrus och familjen kägelglanssteklar. Inga underarter finns listade i Catalogue of Life.